# Coppa Placci 1989
La Coppa Placci 1989, trentanovesima edizione della corsa, si svolse il 1º agosto 1989 su un percorso di 239,5 km. La vittoria fu appannaggio dell'italiano Claudio Chiappucci, che completò il percorso in 6h09'00", precedendo i connazionali Franco Ballerini e Camillo Passera.

## Ordine d'arrivo (Top 10)
| Pos. | Corridore          | Squadra                | Tempo    |
| ---- | ------------------ | ---------------------- | -------- |
| 1    | Claudio Chiappucci | Carrera-Vagabond       | 6h09'00" |
| 2    | Franco Ballerini   | Malvor-Sidi            | a 15"    |
| 3    | Camillo Passera    | Château d'Ax Salotti   | a 30"    |
| 4    | Francesco Cesarini | Ariostea               | s.t.     |
| 5    | Luigi Furlan       | Gewiss-Bianchi         | a 36"    |
| 6    | Andrei Tchmil      | Alfa Lum               | a 40"    |
| 7    | Marco Vitali       | Atala-Campagnolo       | s.t.     |
| 8    | Fabrizio Vannucci  | Selca-Conti-Ciclolinea | s.t.     |
| 9    | Oleg Iarochenko    | Alfa Lum               | a 1'16"  |
| 10   | Walter Magnago     | Carrera-Vagabond       | a 1'40"  |